# Charles Alten
Carl August von Alten, più noto come Charles Alten (nella versione anglofona del nome) (Burgwedel, 21 ottobre 1764 – Bolzano, 20 aprile 1840), è stato un generale tedesco dell'esercito dell'Hannover.
Guidò la famosa divisione leggera durante gli ultimi due anni della guerra d'indipendenza spagnola. Nella battaglia di Waterloo comandò una divisione di prima linea, e fu ferito. In seguito divenne maresciallo di campo dell'esercito di Hannover.

## Biografia

### L'inizio della carriera
Charles Alten era figlio del barone Alten, membro di un'antica famiglia dell'aristocrazia dell'Hannover. All'età di 12 anni si arruolò nell'esercito.
Nel 1781 gli fu assegnato il comando delle guardie di Hannover, e come capitano prese parte alle campagne del 1793-1795 nei Paesi Bassi distinguendosi sul Lys al comando della fanteria leggera. Nel 1803 l'esercito di Hannover fu sciolto, ed Alten si arruolò nella King's German Legion (KGL) al soldo dei britannici. Al comando della fanteria leggera di questo famoso corpo partecipò con Lord Cathcart alla spedizione di Hannover del 1805. Combatté anche la battaglia di Copenaghen (1807).

### La guerra d'indipendenza spagnola
Alten partecipò con John Moore alle guerre in Svezia e Spagna. Comandò la 2ª brigata nella campagna di Moore, durante la quale perse la battaglia di La Coruña. Partecipò alla disastrosa spedizione Walcheren dell'estate 1809. Fu impiegato nuovamente nella penisola iberica dove nella battaglia di Albuera comandò una brigata indipendente KGL. Un incidente occorso durante la battaglia evidenziò lati positivi e negativi di Alten.
(Glover, p 163)
Nell'aprile 1812 Arthur Wellesley lo mise alla testa della famosa divisione leggera, composta dal 1/43° e dal 1/52° di fanteria leggera, dalla 95ª brigata fucilieri e dal 1° e 3° cacciatori portoghesi. Ricoprendo questo incaricò partecipò con Moore e Robert Craufurd alle battaglie di Salamanca, Vitoria, Pirenei, the Nivelle, Nive, Orthez e Tolosa. I suoi ufficiali gli offrirono una spada d'onore come segno di stima. Wellington definì Alten "il migliore di quelli di Hannoveri". Paragonandolo a Craufurd, Charles Oman scrive un po' duramente:
(Oman, p 146)

### La battaglia di Waterloo e fine della carriera

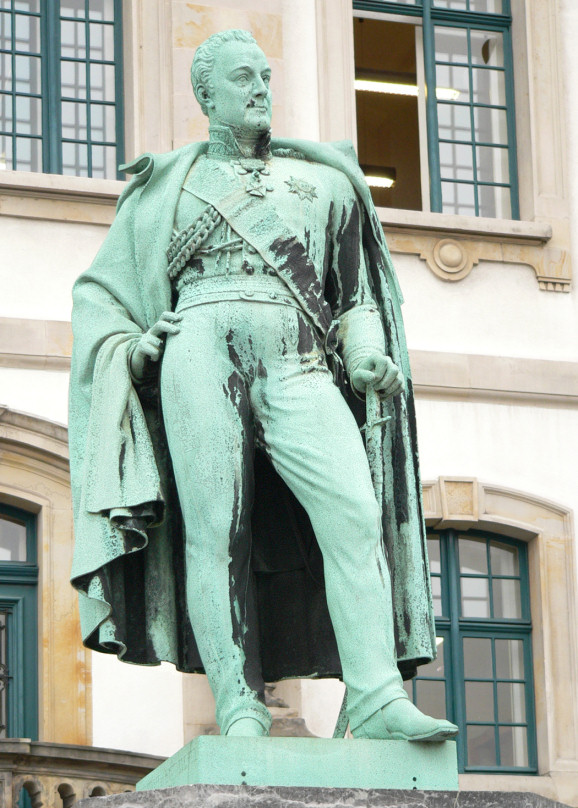
Statua ad Hannover, Germania, opera dello scultore Heinrich Kümmel

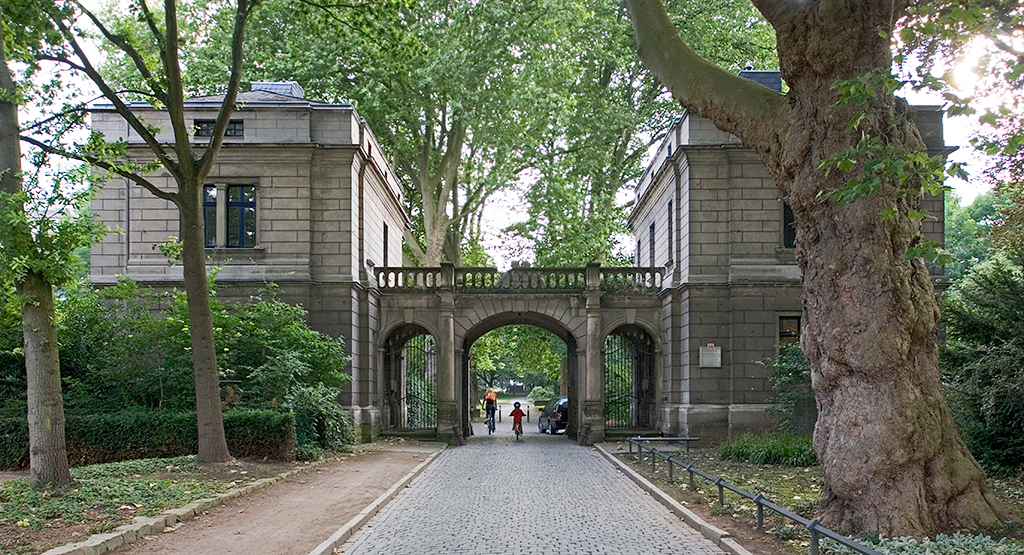
Il von-Alten-garden di Hannover sorge oggi sul terreno un tempo occupato dall'abitazione del generale Alten

Nel 1815 Alten guidò la 3ª divisione dell'armata del duca di Wellington durante la campagna militare dei cento giorni. Questo comando comprendeva anche il controllo della 5ª brigata guidata dal maggior generale Colin Halkett, la 2ª brigata KGL di Christian Ompteda e la 1ª brigata di Hannover di Friedrich Kielmansegge. Parti della divisione furono utilizzate nella battaglia di Quatre-Bras. Nella battaglia di Waterloo la 3ª divisione fu in prima linea per tutto il giorno e patì dure perdite. Gravemente ferito in battaglia, Alten fu poi premiato col titolo di conte von Alten.
Quando la King's German Legion fu sciolta,ad Alten fu assegnato il comando degli uomini di command of the Hannover in Francia. Nel 1818 tornò ad Hannover, dove divenne ministro della guerra e degli esteri, venendo promosso al grado di maresciallo di campo. Nello stesso periodo fu tenuto nell'esercito britannico come maggior generale, e gli fu conferito l'Ordine del Bagno. Morì nel 1840, e per lui fu eretto un memoriale ad Hannover. Fu sepolto nella chiesa di Neustädter Kirche.
Il fratello di Alten, Victor, comandò una brigata di cavalleria dell'esercito di Wellington. A differenza del fratello Charles, l'operato di Victor venne definito "insoddisfacente".